# Jansen (Colorado)
Jansen è una comunità non incorporata degli Stati Uniti d'America, situata nello stato del Colorado, nella contea di Las Animas.